# 中村有沙
中村 有沙（なかむら ありさ、1993年1月27日 - ）は、日本の女優。東京都出身。
フリーランス。夫は俳優の布川隼汰。

## 略歴
- 1997年、芸能界デビュー。
- 2001年より4年間、NHK教育『天才てれびくんシリーズ』にてれび戦士として出演。
- 2005年、学業専念のため芸能活動休止。
- 2008年、芸能活動再開。
- 2009年3月、ファイブ☆エイトからトヨタオフィスへ移籍。
- 2020年4月、トヨタオフィスを退所しフリーランスとなったことをSNS上で公表[2]。
- 2012年2月25日公開の映画「ゾンビアス」で映画初主演を果たした。同作品でトップレスヌードを披露し、話題となった。
- 2021年4月22日、前年2020年8月に俳優の布川隼汰と結婚していたことを発表した[1][3]。義父の布川敏和も祝福のコメントをブログで公開した[4]。
- 2024年1月27日、第1子男児の出産を発表[5]。

## 作品

### ビデオ・DVD
- ベネッセ
  - しまじろうのレッツダンス （1997年）
  - しまじろうのいちにのたいそう （1997年）
  - こどもちゃれんじ（1997年）
  - いっしょにうたおう！（1997年）
- ワイワイキッズ
  - けんたろうお兄さんのあそびうた （2000年）以下ポニーキャニオン
  - ミクのワイワイダンス 4　（2000年）
  - にんきもの（2000年）
  - 手話ダンス（2001年）
  - けんたろうお兄さんのあそびうた 4（2001年）
  - ミクのワイワイダンス 5（2001年）
  - たからばこ（2002年）
- スーパーな少女☆58 
  - vol.1（2004年、つくばテレビ）
  - vol.2（2004年、つくばテレビ）
  - vol.3（2004年、つくばテレビ）
  - vol.4（2004年、つくばテレビ）
- 菊丸のおうちでできるキッズヘア(2) （1997年、ポニーキャニオン）

## 出演

### テレビドラマ
- 恋のためらい（1997年、TBS）
- 天国のKiss（1999年、テレビ朝日） - 御手洗明日美（幼少時代）役
- タクシードライバーの推理日誌（2000年、テレビ朝日） - 夏美（幼少時代）役
- ウルトラQ dark fantasy 第7話「綺亞羅」（2004年、テレビ東京） - 綺亞羅 役
- 小公女セイラ（2009年、TBS） - 堀場玲（クラスメイト）役
- 傍聴マニア09〜裁判長!ここは懲役4年でどうすか〜（2009年、日本テレビ系列） - 遠山愛 役
- ウルトラゾーン（tvk）
  - 第9話「高校生・ケムール」（2011年） - ミユキ 役
  - 第14話「ラゴン、ダンパに行く」（2012年） - ナギサ 役
- 仮面ティーチャー （2013年、日本テレビ） - 麻美 役
- おやじの背中 第9話「父さん、母になる!?」（2014年、TBS）
- 犯罪心理学教授・兼坂守の捜査ファイル2（2015年、朝日放送） - 柏木幸子 役
- 相棒 season15 第9話「あとぴん〜角田課長の告白」（2017年、テレビ朝日） - 光田天子 役
- さくらの親子丼 第2話 （2017年、THK）- 真由 役
- 人生が楽しくなる幸せの法則[注釈 1]（2019年1月10日 - 、読売テレビ） - 桜井唯 役
- 死命～刑事のタイムリミット～（2019年5月19日）- 美穗 役
- ハル〜総合商社の女〜（2019年10月21日 、テレビ東京）
- リカ〜リバース〜 最終話（2021年4月3日、東海テレビ・フジテレビ系） - 斉藤涼子 役
- 捜査会議はリビングで おかわり!（2022年2月2日、NHK BS4K）

### バラエティ
- けんたろうとミクのワイワイキッズ（2000年、独立U局列） - 2代目ワイワイキッズ・ありりん
- 天才てれびくんワイド/天才てれびくんMAX（2001年 - 2005年、NHK教育） - てれび戦士
- スーパーな少女☆58（2001年 - 2004年、CSエンタ!371つくばテレビ）
- 天才てれびくんhello, (2021年9月29日・2022年2月9日・21日～23日）-  秘書・中村有沙役

### 映画
- 下弦の月〜ラスト・クォーター（2004年） - 望月唯 役
- 楳図かずお恐怖劇場 まだらの少女（2005年） - 中村弓子 役 - 2005年11月26日、DVD発売の際、所属事務所のHPでPR。
- メサイア（2011年） - 鈴木英子 役
- ゾンビアス（2012年2月25日公開、井口昇監督） - 主演
- 日なたの家族（2012年）
- ねこにみかん（2014年3月22日） - さやか 役
- ブラック・フィルム（2015年1月24日）- 大垣美穂 役
- ストロボ・エッジ （2015年3月14日、東宝）
- 過激派オペラ（2016年10月1日） - 主演・岡高春 役（早織とのダブル主演）[7]
- TOKYO CITY GIRL -2016「ひらり、いま。」（2016年12月3日、モンタージュ/スタンドイン）
- ネバーエンディングジャーニー （2018年） - 主演・あいり 役
- チャットレディのキセキ (2018年8月18日) - 柏木晴美 役
- 異端の純愛「バタイユの食卓」 (2023年5月27日)  -  主演・珠子 役
- THE RIGHTMAN 正義の男（2025年2月1日）[8]

### 舞台
- ワイワイフェスティバル2000 in オータム（2000年）
- 相鉄本多劇場「偽りの月」（2013年）
- 相鉄本多劇場「新シキ世界ニ花束ヲ」（2014年）
- タクフェス第3弾公演「くちづけ」（2015年10月、サンシャイン劇場 ほか、全国ツアー）-国村はるか 役
- Cooch特別再演『EbbingHouse2020-ボクたちだけではない彼方へ-』(2020年5月24日、新宿THEATER BRATS) - 七原多恵役
- 「月をノミマショウ」Vol.44 (2020年7月25日、Instagramライブ配信)
- たやのりょう一座　怪盗☆ドラゴンカンパニーvol.1「イサヤ島の王女と神の右腕」（2020年10月15〜18日、CBGKシブゲキ!!） - エシャロット役
- たやのりょう一座　怪盗☆ドラゴンカンパニーvol.2「グレイン島のレジスタンスと禁断の果実」（2022年1月19日〜23日、CBGKシブゲキ!!） - 佐助役・エゴマ役
- たやのりょう一座  「虚構の森でハローハロー」(2022年8月24日～8月28日 、六本木トリコロールシアター)  - アジッサ役
- たやのりょう一座「飛龍伝」（2022年12月20日〜21日、紀伊國屋ホール） - 主演 神林美智子役

### イベント
- ベタな感じで生拓巳でどうでしょうか？をもっと振り返ろうスペシャル（2020年11月15日、阿佐ヶ谷アートスペースプロット）
- 井口昇の封印映画祭2021（2021年2月11日、LOFT9 Shibuya）
- 即興コントステージ（2021年3月7日、大塚ドリームシアター／2021年4月18日・6月20日・7月18日・9月19日・2022年3月27日、四谷三丁目ドリームシアター／2021年8月29日、武蔵野芸能劇場小劇場）
- 渋谷で爆弾つけられちゃったクマ（2021年4月3日 ・4月17日・5月15日・6月12日・7月31日、オンラインイベント）- 光役
- Anon's Home Party   (2021年4月11日、阿佐ヶ谷アートスペースプロット）
- TAMA NEW WAVE ある視点 Vol.2 (2021年11月16日、ベルブホール〈永山公民館〉)
- ベタな感じで生拓巳でどうでしょうか？10  (2021年11月19日～21日、阿佐ヶ谷アートスペースプロット）
- ベタな感じで生拓巳でどうでしょうか？11  (2022年11月26日～27日、阿佐ヶ谷アートスペースプロット）

### WEB
- 仮面ライダーアマゾンズシーズン2 第5、8、9話（2017年、Amazonプライム・ビデオ） - カオリ / アリアマゾン 役

### CM
- リンナイ 「システムほっと21」（2001年 - ）
- イオン イオンフェスティバル マリナーズ観戦ツアープレゼント（2002年）
- バンダイ 「おジャ魔女どれみスイートポロン」（2001年）
- コカ・コーラ「ジョージア」 +2℃自販機 山田孝之『電気設備技師』篇（2016年 - ）

## 書籍

### 写真集
- ひめまつり（2005年、辰巳出版）

### 雑誌連載
- PurePure（2001年 - 2005年、辰巳出版）vol.6 - vol.30準レギュラー
- Myojo（2001年 - 2002年、集英社）
- 小学二年生（2001年、小学館）
- キッズ デ・ビュー（2001年、勁文社）
- Juvenile（2002年、ジュブナイル）
- Prolog（2002年、Prolog）
- ちゃお（2003年 - 2004年、小学館）5月 - 9月号レギュラー
- LemonTeen PLUS（2003年 - 2005年、バウハウス）レギュラー-vol.5
- スコラ（2008年、スコラマガジン）